# エドワード・ポールトン

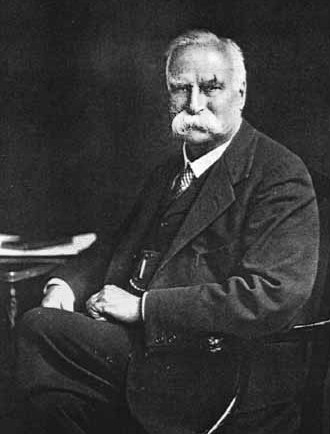
E.B.ポールトン

エドワード・バグナル・ポールトン（Sir Edward Bagnall Poulton 1856年1月27日－1943年11月20日）はイギリスの進化学者、動物学者。オックスフォード大学の動物学ホープ教授 (Hope Professor of Zoology、オックスフォード大学の教授職制)(英語版)を務めた
。
1873年から76年にオックスフォード大学ジーザス・カレッジでジョージ・ロールストンと反ダーウィン主義の昆虫学者ジョン・ウェストウッドの元で学び、自然科学を優等の成績でおさめて卒業した。それ以降、死去するまで70年にわたって、研究者、講師として大学と関係を継続した。彼は気前の良い後援者としても知られ、大学に多くの財産を寄付した。
息子、ロナルド・ポールトン＝パーマーはイングランド代表のラグビー選手で、第一次大戦で戦死した。娘ジャネット・パーマーは神経学者チャールズ・サイモンズと結婚したが、結婚後まもなく、父より先に死去した。

## 経歴
ポールトンは生涯を通してダーウィン主義者であり、進化の主要な原動力として自然選択を信じていた。彼はチャールズ・ダーウィンを賞賛するだけではなく、ネオダーウィニズムの父アウグスト・ヴァイスマンを擁護した。ポールトンはヴァイスマンの研究を英語に翻訳した生物学者のグループの一人であった。彼は生殖質の連続性についてヴァイスマンのアイディアを支持した。これらを翻訳する間に、彼は種形成に関する獲得形質の役割を近年の研究が排除したか、あるいはそれを支持する研究が減少したことに気付いた。
1896年のダーウィンに関する著作では、ポールトンは『種の起源』を生物科学的な視点から「比類無くもっとも素晴らしい研究」と述べた。自然選択の批判者でもそれを理解するのに時間がかからなかったと主張した。これは彼の時代にはそうで無かったが、現代では一般的な評価である。当時、遺伝メカニズムに関する知識の欠如は進化自体の理解の妨げとなっていた。
1897年のロンドン昆虫学会でポールトンは参加者から意見を聞き、多くの人々が昆虫の擬態の原因として自然選択を疑っていることを発見した。彼が尋ねたうち三人だけがベイツ型擬態とミューラー型擬態を支持した。他の人々は食べられないことや不味さを疑い（一部の人は実際に味を確かめた）、あるいは鳥が効果的な選択圧をもたらす主体であることを確信できなかった。外的、および内的な力は自然選択に代わる説明として人気があった。

## 遺伝学の登場
メンデルの研究の再発見は進化論の重要なギャップを埋めた。しかし当初は理解されなかった。多くの人々はそれが自然選択と相容れないと考えた。ウィリアム・ベイトソンの学生の一人でオックスフォードの遺伝学の初代教授レジナルド・パネットとポールトンの議論は長く続いた。パネットは「蝶の擬態」（1915）で擬態の主要な原因として自然選択を否定した。彼は次のように指摘した。
1. 中間型の欠如としばしば見られるオスの蝶の擬態の欠如は選択論者には説明できない。
2. 多型擬態の謎。いくつかの擬態種は、一つだけではなく複数の他の種に擬態する。育成実験ではこれらの多型性はメンデルの分離の法則に従って綺麗に分離した。
3. 選択圧をもたらす主体としての鳥の証拠はわずかであり、鳥の認識力はほとんど報告されていない。そして
4. わずかな変異の蓄積は遺伝の観察事実と合致していない。

パネットにとって、これらは選択論者の段階的な進化では説明できなかった。その代わりに、証拠は擬態が突然の変異の跳躍に起因したことを示していた。擬態が一度の突然変異で作られるならば、自然選択は保守的な役割しか果たさないかも知れない。
しかしながら、これらの問題は一つ一つ解決されていった。鳥の捕食が昆虫に大きな選択圧を加えることはフィールドワークと実験によって着実に示された。育成実験はすぐに小さな変異が一般的であることを示した。初期の突然変異が顕著だったのは実験手法が原因であった。多型の不連続性は生殖的隔離と中間型の絶滅によって起きる。フィールド観察と実験的な遺伝学の段階的な融合は20世紀中頃に起きた進化論の現代的総合の一部である。
現在では明らかなように、突然変異は集団中で遺伝される変異の量を増やす。そして選択はそれらの変異の成功率の違いを説明する。ポールトンの説明は現代の進化生物学の見解に近かった。しかしパネットが示した疑問も正当であり、現在でもこれらの分野の研究は活発に行われている。
1937年にポールトンは81歳という高齢でイギリス学術協会の会長に就任した。会長演説で彼は進化理論の歴史を概説した。J・B・S・ホールデン、R.A.フィッシャーとジュリアン・ハクスリーはメンデル遺伝学と自然選択説がどのように結びつくかを明らかにした研究で非常に重要だった。彼の時代以降の生物学者の観察と実験は、ベイツ、ウォレス、メルドラ、トライメン、そしてミュラーのような先駆者の擬態と警告色に関する研究を確かめ、発展させた。
ポールトンは生物学的種概念のオリジナルを提案したことで知られている。また警告色をあらわす用語として「aposematism」を提案した。

## 受賞歴
- 1889年 ロンドン王立協会フェローに選出された[14]。
- 1914年 ロンドン王立協会からダーウィン・メダルを贈られた。
- 1922年 ロンドン・リンネ協会からリンネ・メダルを贈られた。
- 1935年 ナイトに叙された[15]。
- 1937年 科学の発展のためのイギリス学術協会会長を務めた。

## 著作
ポールトンは60年間に200を越える著作を発表した。その中でも代表作と考えられているのがThe Colours of Animalsである。

### 出版物
- Poulton E.B. 1890. The colours of animals: their meaning and use, especially considered in the case of insects. Kegan Paul, London.
- Poulton E.B. Charles Darwin and the theory of natural selection. 1896.
- Poulton E.B 1904. What is a species? (Presidential address to the Entomological Society of London, Jan 1904) Proc. Ent. Soc. Lond. 1903
- Poulton, E.B. 1908. Essays on evolution. London, Cassell.
- Poulton, E.B. 1915. Science and the Great War: The Romanes Lecture for 1915 Clarendon Press, Oxford.

### 英語
- Brief biography
- Biography
- Mallet, J. (2004). Poulton, Wallace and Jordan: how discoveries in Papilio butterflies initiated a new species concept 100 years ago. Systematics and Biodiversity, 1(4): 441–452. sys130.dvi.